# Pere Moragues

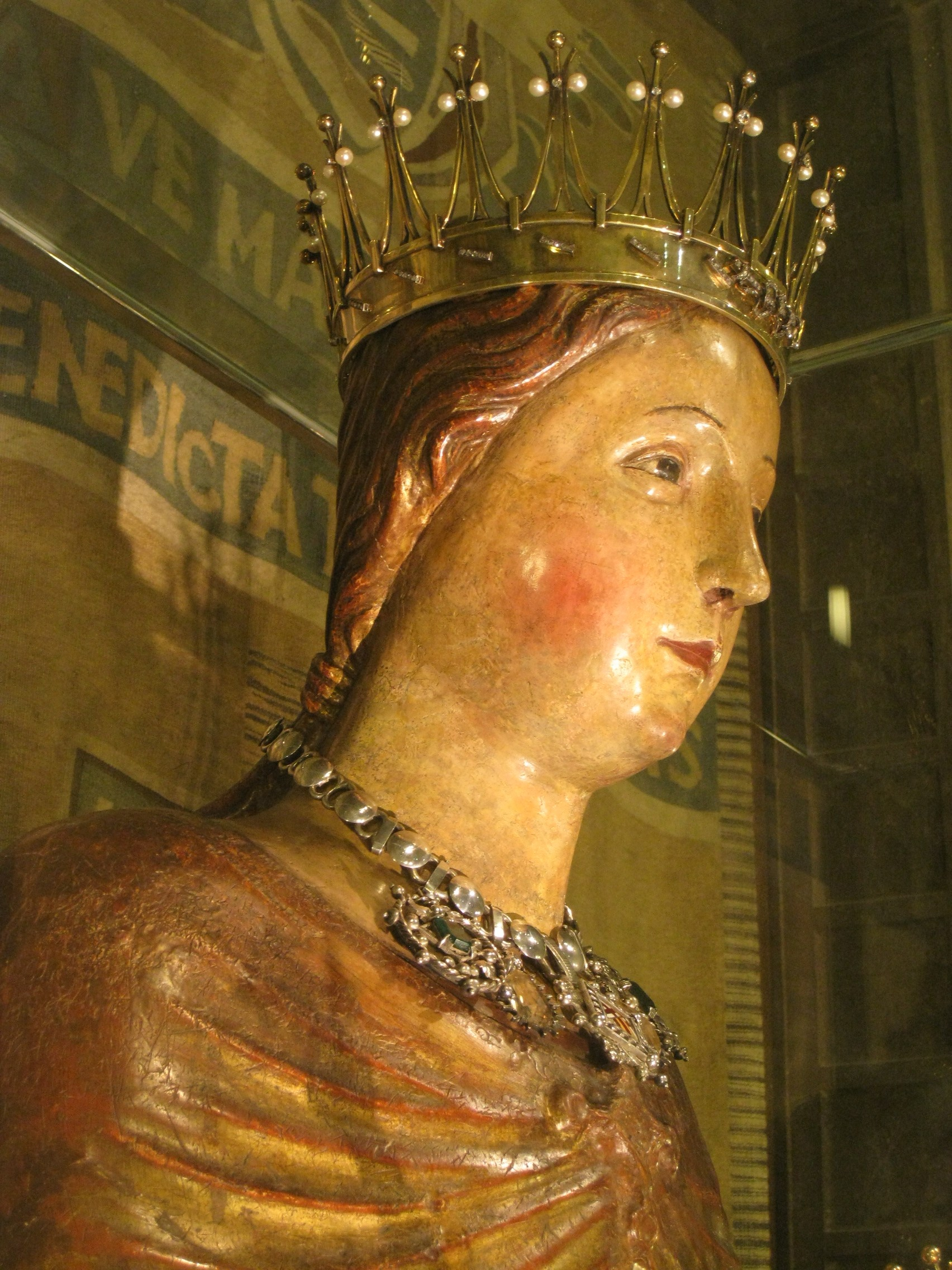
La talla gòtica de la Mare de Déu de la Mercè, atribuïda a Pere Moragues

Pere Moragues fou un escultor, arquitecte i orfebre del segle xiv, amb activitat documentada a l'Aragó i Catalunya.

## Biografia
Es creu que va néixer prop de l'any 1330 i, pels documents en què se l'anomena sempre "ciutadà de Barcelona", és probable que tingués lloc el seu naixement en aquesta ciutat. La seva residència va ser en la major part de la seva vida a Barcelona; tenia taller i casa al carrer Ample, on se l'anomena "carpentarius" el 1358. Casat amb Caterina, filla d'Arnau Ferrer, ferrer de Barcelona, va tenir documentat un fill, Marc, dedicat a la mateixa professió que el pare, i que el 1395 era membre del Consell de Cent de la ciutat.
La seva mort es va produir entre 1387 i 1388. És quan es té notícia que la seva vídua va vendre la casa del carrer Ample a un mercader anomenat Bernat Casasàgia.

## Treballs
El primer document en què se l'anomena és amb data 16 d'octubre de 1358 en un contracte amb el pintor Ramon Destorrents, per a la realització de set imatges de fusta, que el pintor policromaria.
L'any 1361, l'arquitecte Bernat Roca es comprometia a la realització de diverses obres per a la basílica de la Mercè (Barcelona), on s'anomenava el pintor Jaume Serra i l'escultor Pere Moragues, cosa que fa possible que fos aquest l'escultor de la imatge de la Verge de la Mercè.
Es va traslladar a Saragossa el 1376 cridat per l'arquebisbe Lope Fernández de Luna, on va romandre fins a 1384, i va executar la sepultura de l'arquebisbe destinat a la capella de Sant Miquel de la seu de Saragossa. A partir de l'any 1381, consta un acord entre el rei Pere el Cerimoniós i l'arquebisbe Fernández de Luna perquè Moragues treballés una setmana per a cada un d'ells.
El rei li va encarregar la reforma del sepulcre de la seva mare Teresa d'Entença (realitzat per Aloi de Montbrai) i la construcció d'un de nou per als seus dos germans més petits. Durant aquesta estada a l'Aragó, va realitzar la custòdia dels corporals de Daroca, una peça excel·lent d'orfebreria. El rei Pere el Cerimoniós li donava el títol de "familiarem et domesticum nostrum".
A partir del 1382, va ser mestre major de la catedral de Tortosa.